# 7257 Yoshiya
7257 Yoshiya (1994 AH1) là một tiểu hành tinh vành đai chính được phát hiện ngày 7 tháng 1 năm 1994 bởi T. Kobayashi ở Oizumi.